# Карломан I
Карломан I (фр. Carloman, 28. јун 751 — Самуси, 4. децембар 771) био је франачки краљ од 768. па све до своје смрти 771. Био је други син Пипина Малог и Бертруде, и млађи брат Карла Великог. О њему се мало зна осим из прича које су везане за његовог брата и оца. Након смрти оца 768. је Франачку поделио са братом узимајући источни део, Аустразију. Историјски извори наводе да су се браћа мрзила и да су била на прагу оружаног сукоба која је спријечила тек Карломанова изненадна смрт. Након Карломанове смрти, његово краљевство је припало његовом брату Карлу Великом, који га је тада разделио синовима.

## Подела франачког краљевства
У узрасту од три године, Карломан је, заједно са оцем Пипином Малим и својим старијим братом Карлом Великим, помазан за краља Франака и назван „римским патрицијем“ од стране папе Стефана II, који је отишао из Риам да би молио франачког краља за помоћ против Лангобарда. Карломан и Карло Велики су после Пипинове смрти наследили по половину Франачког краљевства. Његов део је био у центру Франачког краљевства, са својим престоницом у Соасону, а састојао се од Париског басена, Централног масива, Лангдока, Провансе, Бургундије, јужне Аустразије, Алзаса и Алеманије; ти региони били су слабо интегрисани и окружени оним који су припали Карлу Великом, мада је Карломанове територије било лакше бранити од Карлових, мада су оне биле и сиромашније у приходима.
Знало се да се Карломан и Карло Белики нису волели од почетка, мада разлози за то поред свега нису јасни: неки историчари указују на то да је сваки од браће сматрао себе јединим наследником свога оца; Карло Велики као старије дете, Карломан као легитимно дете (тврди се да је Карло рођен као копиле 742., та тврдња није опште прихваћена). Било како било, Пипиново подела краљевства је изгледа погоршала односе међу браћом, откако је захтевало сарадњу међу њима, обојица су се осећала превареним.

### Конкуренција са Карлом Великим
Карломанова владавина показала се као кратка и мучна. Браћа су делила Аквитанију, у којој је, након Пипинове смрти избили побуна; када је Карло Велики 769. повео армију да угаси побуну, Карломан је водио своју сопствену армију тамо да помогне, пре свађе са Карлом Великим у Моноконтауру код Поатјеа, опозивајући трупе. То је, претпоставља се био покушај да се подкопа Карлова моћ, пошто је побуна претила да угрози права овог другог. Карло је, како год, угушио побуну, док је Карломаново понашање срозало његов углед међу Францима. Однос између њих двојице се још више погоршао, што је захтевало посредовање њихове мајке, Бертруде, за коју се претпоставља да је давала предност Карлу Великом, код кога је живела после Пипинове смтри.
Године 770. њихова мајка Бертруда је започела спровођење своје велике стратегије. Након што је провела Ускрс са Карлом Великим у Лијежу, посетила је Карломана у Селцу: мотиви њене посете су непознати, сматра се да је покушавала да ублажи Карломанов страх од његовог брата, или да га наговори да више сарађује са Карлом Великим, или да чак обезбеди његов пристанак и учешће у својим плановима. Како било, до краја године Бертруда и Карло Велики су успешно опколили Карломана: Карло се оженио Дезидератом, ћерком ломбардијског краља Дезидерија, Карломановим источним суседом, а брак је створио савез између Карла Великог и Лангобарда; Бертруда је Карлу обезбедила пријатељство са Тасилом, војводом баварске, братанцем њеног мужа; она је чак покушала да обезбеди папину подршку за брак, наговарајући Дезидеријуса да Риму уступи одређене територије, за које папство тврди да полаже право, мада је папа Стефан III био теоријски непријатељски настројен према савезу који је склопљен између његових савезника Франака и његових непријатеља Лангобарда, заправо је био у процепу између лангобарске претње и могућности да се реши анти-лангобарски настројеног Кристофера Примицеријуса, доминантне личности на папском двору.
Овај маневар био је повољан за Франке, али је представљао озбиљну претњу за Карломанову позицију. Остао је без савезника, па је покушао је да искористи братовљев савез са Лангобардима у своју корист у Риму, нудећи своју помоћ у вези са Лангобардима папи Стефану III, и улазећи у тајне преговоре са Кристофером Примицериујсом, чији је положај такође био изолован од франачко-лангобардским зближавањем. Након убиства Кристофера од стране Дезидерије, Стефан III је пристао да да своју подршку Лангобардима и Карлу Великом. Карломанова позиција била је спасена, међутим, Карло се развео од своје жене, Дезидеријеве кћерке. Дезидерије, увређен и понижен је вероватно склопио неку врсту савеза са Карломаном, и након тога, успротививши се Карлу и папству, које је искористило прилику да се изјасни против Лангобарда.

### Смрт и заоставштина
Карломан је умро 4. децембра 771. у вили у Самусију; смрт је била изненадна, и како се мисли, умро је природном смрћу (од последица крварења носа). Пред његову смрт, он и његов брат, Карло Велики, били су близу отвореног рата, који је Карлов биограф Ајнхард приписао лошим саветима Карломанових саветника. Карломан је сахрањен у Ремсу, али је касније поново сахрањен у Базилици Сен Дени у 13. веку.
Карломан је био ожењен лепом Франкињон Гербергом, која по причи папе Стефана III изабрана за њега заједно са Карловом конкубином, Химилтрудом, од стране Пипина Малог. Са Гербегом је имао два сина, од којих је старији носио име по деди, Пипин, означивши га према каролиншкој традицији наследником Карломана и Пипина Малог. После Карломанове смрти, његова жена Герберга је очекивала да ће њен старији син постати краљ, а за себе да ће бити његов регент, међутим, Карломанове бивше присталице-његов рођак Адалхард, игуман Фулард и гроф Варин -окренули су се против ње и позвали су Карла да припоји Карломанове територије. Герберга је затим побегла (без разлога) са својим синовима и грофом Аутцаром, једним од Карломанових верних племића, на Дезидеријев двор, које је захтвао од новог папе Хадријана I да помогне Карломановим синовима као франачким краљевима. Гербергин је на крају убрзало Карлово уништавање Краљевине Лангобарда; он је на Дезидеријеву подршку Карломановој деци, која је претила позицији Карла Великог, узвратио одласком у Италију и паљењем исте. Дезидерије и његова породица су били заробљени, замонашени и послати у Франачке верске куће; судбина Герберге и њене деце није позната, али се сматра да су они, такоће, били послани у манастир од стране Карла Великог.
Упркос њиховом лошем односу, и догађајима после Карломанове смрти, Карло је има другог законитог сина којег је назвао Карломан. То је можда био јавни гест у част сећања на дечаковог стрица, али да угуши било какве гласине о лошем понашању према својим нећацима. Ако је и било тако, све је то поништено 781. када је Карлов син променио име у Пипин.

## Породично стабло
|  |                                     |  |  |  |  |  |  |  |  |  |  |  |  |  |  |  |
|  | 16. Ansegisel                       |  |  |  |  |  |  |  |  |  |  |  |  |  |  |  |
|  |                                     |  |  |  |  |  |  |  |  |  |  |  |  |  |  |  |
|  |                                     |  |  |  |  |  |  |  |  |  |  |  |  |  |  |  |
|  | 8. Пипин Хересталски                |  |  |  |  |  |  |  |  |  |  |  |  |  |  |  |
|  |                                     |  |  |  |  |  |  |  |  |  |  |  |  |  |  |  |
|  |                                     |  |  |  |  |  |  |  |  |  |  |  |  |  |  |  |
|  | 17. Begga                           |  |  |  |  |  |  |  |  |  |  |  |  |  |  |  |
|  |                                     |  |  |  |  |  |  |  |  |  |  |  |  |  |  |  |
|  |                                     |  |  |  |  |  |  |  |  |  |  |  |  |  |  |  |
|  | 4. Карло Мартел                     |  |  |  |  |  |  |  |  |  |  |  |  |  |  |  |
|  |                                     |  |  |  |  |  |  |  |  |  |  |  |  |  |  |  |
|  |                                     |  |  |  |  |  |  |  |  |  |  |  |  |  |  |  |
|  | 18. Childebrand van Bruyeres        |  |  |  |  |  |  |  |  |  |  |  |  |  |  |  |
|  |                                     |  |  |  |  |  |  |  |  |  |  |  |  |  |  |  |
|  |                                     |  |  |  |  |  |  |  |  |  |  |  |  |  |  |  |
|  | 9. Алпаида                          |  |  |  |  |  |  |  |  |  |  |  |  |  |  |  |
|  |                                     |  |  |  |  |  |  |  |  |  |  |  |  |  |  |  |
|  |                                     |  |  |  |  |  |  |  |  |  |  |  |  |  |  |  |
|  | 2. Пипин Мали                       |  |  |  |  |  |  |  |  |  |  |  |  |  |  |  |
|  |                                     |  |  |  |  |  |  |  |  |  |  |  |  |  |  |  |
|  |                                     |  |  |  |  |  |  |  |  |  |  |  |  |  |  |  |
|  | 20. Robert II, Chancellor of France |  |  |  |  |  |  |  |  |  |  |  |  |  |  |  |
|  |                                     |  |  |  |  |  |  |  |  |  |  |  |  |  |  |  |
|  |                                     |  |  |  |  |  |  |  |  |  |  |  |  |  |  |  |
|  | 10. Lambert, Count of Hesbaye       |  |  |  |  |  |  |  |  |  |  |  |  |  |  |  |
|  |                                     |  |  |  |  |  |  |  |  |  |  |  |  |  |  |  |
|  |                                     |  |  |  |  |  |  |  |  |  |  |  |  |  |  |  |
|  | 21. Théodrade                       |  |  |  |  |  |  |  |  |  |  |  |  |  |  |  |
|  |                                     |  |  |  |  |  |  |  |  |  |  |  |  |  |  |  |
|  |                                     |  |  |  |  |  |  |  |  |  |  |  |  |  |  |  |
|  | 5. Rotrude                          |  |  |  |  |  |  |  |  |  |  |  |  |  |  |  |
|  |                                     |  |  |  |  |  |  |  |  |  |  |  |  |  |  |  |
|  |                                     |  |  |  |  |  |  |  |  |  |  |  |  |  |  |  |
|  | 22. Theoderic III, King of Neustria |  |  |  |  |  |  |  |  |  |  |  |  |  |  |  |
|  |                                     |  |  |  |  |  |  |  |  |  |  |  |  |  |  |  |
|  |                                     |  |  |  |  |  |  |  |  |  |  |  |  |  |  |  |
|  | 11. Chrotlind                       |  |  |  |  |  |  |  |  |  |  |  |  |  |  |  |
|  |                                     |  |  |  |  |  |  |  |  |  |  |  |  |  |  |  |
|  |                                     |  |  |  |  |  |  |  |  |  |  |  |  |  |  |  |
|  | 23. Clothilda                       |  |  |  |  |  |  |  |  |  |  |  |  |  |  |  |
|  |                                     |  |  |  |  |  |  |  |  |  |  |  |  |  |  |  |
|  |                                     |  |  |  |  |  |  |  |  |  |  |  |  |  |  |  |
|  | 1. Карломан I                       |  |  |  |  |  |  |  |  |  |  |  |  |  |  |  |
|  |                                     |  |  |  |  |  |  |  |  |  |  |  |  |  |  |  |
|  |                                     |  |  |  |  |  |  |  |  |  |  |  |  |  |  |  |
|  | 24. Hugobert von Echternach         |  |  |  |  |  |  |  |  |  |  |  |  |  |  |  |
|  |                                     |  |  |  |  |  |  |  |  |  |  |  |  |  |  |  |
|  |                                     |  |  |  |  |  |  |  |  |  |  |  |  |  |  |  |
|  | 12. Martin de Laon                  |  |  |  |  |  |  |  |  |  |  |  |  |  |  |  |
|  |                                     |  |  |  |  |  |  |  |  |  |  |  |  |  |  |  |
|  |                                     |  |  |  |  |  |  |  |  |  |  |  |  |  |  |  |
|  | 25. Irmina van Oeren                |  |  |  |  |  |  |  |  |  |  |  |  |  |  |  |
|  |                                     |  |  |  |  |  |  |  |  |  |  |  |  |  |  |  |
|  |                                     |  |  |  |  |  |  |  |  |  |  |  |  |  |  |  |
|  | 6. Кариберт од Лаона                |  |  |  |  |  |  |  |  |  |  |  |  |  |  |  |
|  |                                     |  |  |  |  |  |  |  |  |  |  |  |  |  |  |  |
|  |                                     |  |  |  |  |  |  |  |  |  |  |  |  |  |  |  |
|  | 26. Theuderic III                   |  |  |  |  |  |  |  |  |  |  |  |  |  |  |  |
|  |                                     |  |  |  |  |  |  |  |  |  |  |  |  |  |  |  |
|  |                                     |  |  |  |  |  |  |  |  |  |  |  |  |  |  |  |
|  | 13. Bertrada of Prüm                |  |  |  |  |  |  |  |  |  |  |  |  |  |  |  |
|  |                                     |  |  |  |  |  |  |  |  |  |  |  |  |  |  |  |
|  |                                     |  |  |  |  |  |  |  |  |  |  |  |  |  |  |  |
|  | 27. Clotilda of Herstal             |  |  |  |  |  |  |  |  |  |  |  |  |  |  |  |
|  |                                     |  |  |  |  |  |  |  |  |  |  |  |  |  |  |  |
|  |                                     |  |  |  |  |  |  |  |  |  |  |  |  |  |  |  |
|  | 3. Бертрада од Лаона                |  |  |  |  |  |  |  |  |  |  |  |  |  |  |  |
|  |                                     |  |  |  |  |  |  |  |  |  |  |  |  |  |  |  |
|  |                                     |  |  |  |  |  |  |  |  |  |  |  |  |  |  |  |
|  | 7. Gisele of Aquitaine              |  |  |  |  |  |  |  |  |  |  |  |  |  |  |  |
|  |                                     |  |  |  |  |  |  |  |  |  |  |  |  |  |  |  |
|  |                                     |  |  |  |  |  |  |  |  |  |  |  |  |  |  |  |